# مدلین مونتانو کایسدو
مدلین مونتانو کایسدو (زادهٔ ۶ ژانویه ۱۹۸۳) بازیکن والیبال اهل کلمبیا است که مدال نقرهٔ قهرمانی باشگاه‌های جهان ۲۰۱۲ را با تیم رابیتا باکو به دست آورد.
مونتانو در فصل ۲۰۰۹–۲۰۱۰ در لیگ وی کره جنوبی با تیم کی‌تی‌اندجی دائجون و در فصل ۲۰۱۲–۲۰۱۳ در سوپر لیگ آذربایجان با تیم رابیتا باکو قهرمان شد. او در هر دو دوره جایزهٔ باارزش‌ترین بازیکن را دریافت کرد.

## زندگی شخصی
مونتانو در دوران مدرسه بسکتبال بازی می‌کرد. او یک پسر دارد.

## دوران حرفه‌ای
پس از بازی در ردهٔ جوانان، مونتانو از سال ۱۹۹۶ در لیگ دل وایه کلمبیا بازی کرد. پس از مسابقات قهرمانی جوانان آمریکای جنوبی ۱۹۹۸، باشگاه آرژانتینی بوکا جونیورز به او پیشنهاد داد، اما او برای فصل ۱۹۹۸–۱۹۹۹ با باشگاه سن فرناندو کاتامارکا قرارداد امضا کرد.
او پس از آرژانتین به کالج میامی دِید رفت و در آنجا روان‌شناسی نظامی خواند و از سال ۲۰۰۲ تا ۲۰۰۳ در تیم والیبال این کالج بازی کرد. او در سال ۲۰۰۲ قهرمان ملی انجمن ملی ورزش دانشگاهی (NJCAA) شد و در تیم منتخب تورنمنت قرار گرفت. او همچنین عنوان برترین بازیکن ملی سال را در بین کالج‌ها کسب کرد.
در سال ۲۰۰۳، تیم کالج میامی دِید در جایگاه سوم قرار گرفت و مونتانو به عنوان بهترین امتیازآور، بهترین اسپک‌زن و بهترین سرویس‌زن شناخته شد. پس از این دوره، او در مسابقات ملی ۲۰۰۴ کلمبیا حضور یافت و مدال نقره را برای منطقه بایه دل کائوکا کسب کرد.
مونتانو برای دو سال در لیگ یونان و تیم اریس تسالونیکی بازی کرد و در فصل ۲۰۰۴–۲۰۰۵ به مقام سوم لیگ و نایب‌قهرمانی جام یونان دست یافت. پس از فصل ۲۰۰۵–۲۰۰۶، او به دلیل مادر شدن مدتی از مسابقات کناره‌گیری کرد و در فصل ۲۰۰۸–۲۰۰۹ به تیم ایراکلیس تسالونیکی بازگشت. در سال ۲۰۰۹، او به باشگاه کره‌ای کی‌تی‌اندجی دائجون پیوست و در فصل ۲۰۰۹–۲۰۱۰ قهرمان لیگ شد و عنوان باارزش‌ترین بازیکن را کسب کرد.

### ۲۰۱۱
مونتانو در حالی که برای باشگاه کره‌ای کی‌تی‌اندجی هانگوک بازی می‌کرد، در برابر تیم جی‌اس کالتکس از وی لیگ، ۵۳ امتیاز کسب کرد که با رکورد جهانی برابر بود.
در پایان فصل ۲۰۱۰–۲۰۱۱، مونتانو در رأی‌گیری برای ارزشمندترین بازیکن، در جایگاه دوم قرار گرفت.
مونتانو به همراه بازیکن بین‌المللی کنی مورنو، پیشنهاد حضور در تیم ملی کلمبیا را پذیرفت تا برای صعود به بازی‌های المپیک تابستانی ۲۰۱۲ تلاش کنند.
به دلیل دستاوردهایش در فصل ۲۰۱۰–۲۰۱۱، مونتانو یکی از نامزدهای جایزهٔ بهترین ورزشکار زن سال کلمبیا بود، اما این عنوان در نهایت به قهرمان دوچرخه‌سواری ماریانا پاجون رسید.
مونتانو در نخستین حضور رسمی خود در رقابت‌های بین‌المللی با تیم ملی، در قهرمانی آمریکای جنوبی در سال ۲۰۱۱ به مقام چهارم رسید و عنوان بهترین امتیازآور مسابقات را کسب کرد.

### ۲۰۱۲
مونتانو برای فصل ۲۰۱۲–۲۰۱۳ با تیم رابیتا باکو قرارداد امضا کرد. او با این تیم در قهرمانی باشگاه‌های زنان جهان ۲۰۱۲ مدال نقره کسب کرد.

### ۲۰۱۳
مونتانو با تیم رابیتا باکو در سوپر لیگ والیبال زنان آذربایجان قهرمان شد و ششمین قهرمانی متوالی این تیم را رقم زد. او همچنین جایزهٔ ارزشمندترین بازیکن لیگ را دریافت کرد.
پس از پایان سوپر لیگ آذربایجان، مونتانو با باشگاه ترکیه‌ای گالاتاسرای دایکین قرارداد امضا کرد.
مونتانو در قهرمانی والیبال زنان آمریکای جنوبی ۲۰۱۳ به عنوان ارزشمندترین بازیکن انتخاب شد. تیم ملی کلمبیا در این رقابت‌ها چهارم شد و توانست جواز حضور در مقدماتی قهرمانی جهان ۲۰۱۴ زنان آمریکای جنوبی را کسب کند.